# Rob Romeyn
Rob Romeyn is een Amerikaans componist en dirigent.

## Levensloop
Romeyn studeerde aan de Universiteit van Louisiana in Monroe (Louisiana) waar hij zijn Bachelor of Music en zijn Master of Music behaalde. Van 1983 tot 1986 was hij arrangeur van de University of Louisiana at Monroe "Sound of Today" band. Hij heeft in deze tijd ook verschillende malen de University of Louisiana Concert Band en de Basketball pep band gedirigeerd. Later was hij ook arrangeur van de James Madison University Concert Band in Harrisonburg (Virginia). Romeyn was aan de James Madison Universiteit ook docent voor instrumentatie en bewerking voor harmonieorkest. Sinds 1994 is hij dirigent van de St. Petersburg Community band in Saint Petersburg. Hij heeft ook als dirigent van de Blue Ridge High School and Middle School Band in Greer (South Carolina), en aan de Lakewood High School Band in Saint Petersburg (Florida) gewerkt.
Rob Romeyn was oprichter en dirigent van het jazzensemble van de Perkins Elementary School in Saint Petersburg (Florida).
Als componist schrijft hij vooral voor harmonieorkesten. Zijn werk After the Battle werd tijdens de Midwest Band and Orchestra Clinic in 2007 in Chicago uitgevoerd. Hij is lid van de American Society of Composers, Authors and Publishers (ASCAP).

## Composities

### Werken voor harmonieorkest
- 2006 Oceanscapes
- 2007 Across The Great Divide
- 2007 After The Battle
- 2007 Happenstance
- 2008 Along The Santa Fe Trail
- 2008 Apollo: Myth And Legend
- 2008 Here We Come A'Caroling
- 2008 Three O'Clock Rock
- Fire Dance
- I am
- March Slav
- Tronada
- Call of Champions